# Верхня Дальйоль
Верхня Дальйо́ль або Верхня Далйо́ль або Верхня Дал'є́ль (рос. Верхняя Дальёль, Верхняя Далъёль, Верхняя Далъель) — річка в Республіці Комі, Росія, права притока річки Велика Ляга, правої притоки річки Печора. Протікає територією Троїцько-Печорського району.
Річка протікає на південний схід, південь, південний захід, схід та північний схід.